# Brunello Cucinelli (Unternehmen)
Brunello Cucinelli ist ein italienisches Unternehmen der Textilindustrie. Es ist nach seinem Gründer benannt.

## Geschichte
Im Jahre 1978 gründete Brunello Cucinelli ein kleines Modeunternehmen und machte so seine Leidenschaft zum Beruf. Im Jahr 2012 wurde das familiengeführte Unternehmen an die Börse gebracht, wobei Cucinelli selbst die Mehrheit behielt.
Das Sortiment wurde ständig erweitert und im Laufe der Zeit wurde nicht nur Damen- und Herrenmode angeboten, sondern auch Accessoires. Beispielsweise werden seit 2022 auch Brillen geführt, in Kooperation mit Essilor-Luxottica. 2023 wurde das Unternehmen in den italienischen Leitindex FTSE MIB aufgenommen und vermarktet seit selbigem Jahr auch Parfüms in Zusammenarbeit mit Euroitalia.

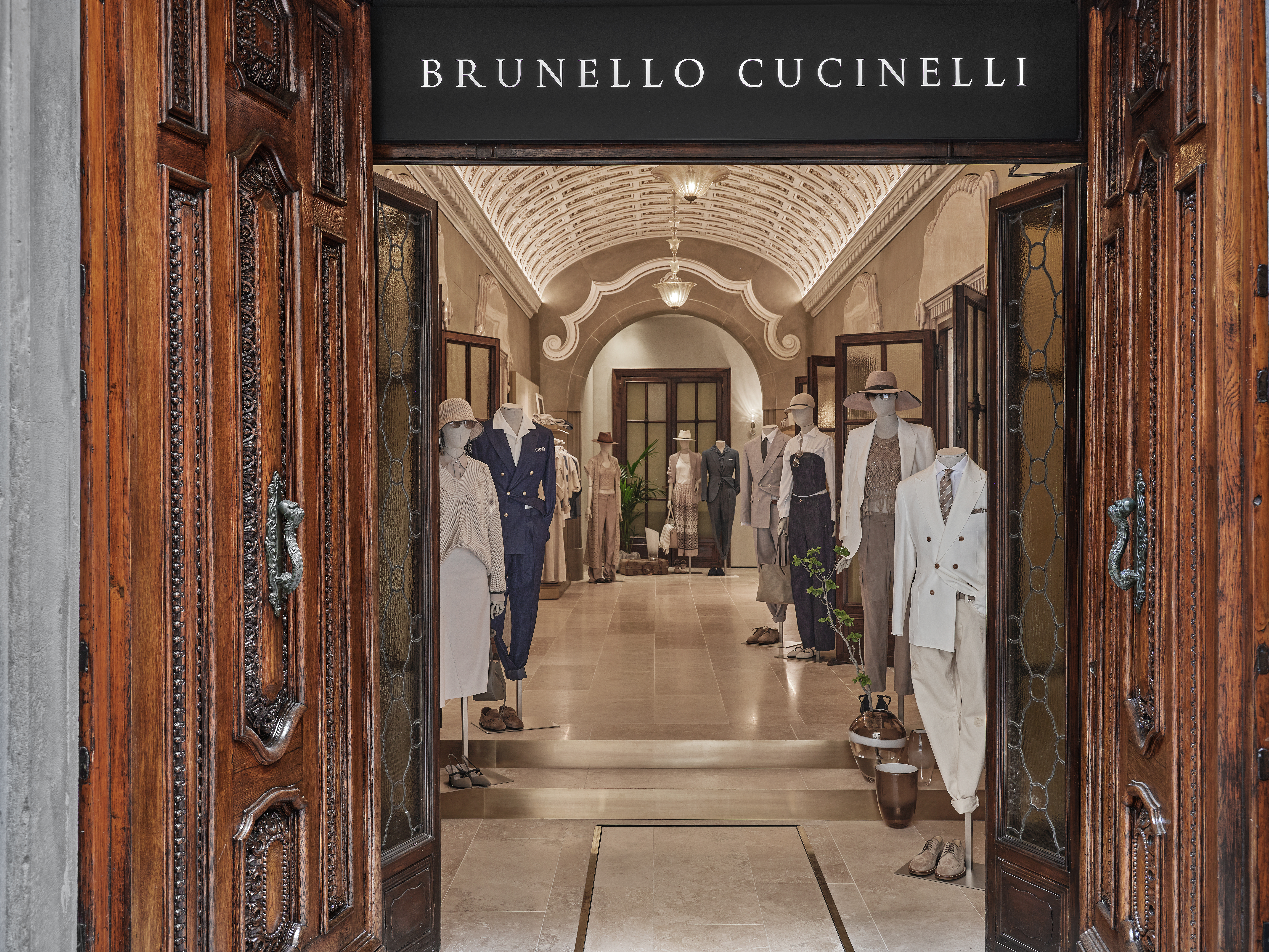
Brunello Cucinelli-Filiale in Venedig

## Anteilseigner
(Stand: Juni 2025)
- 50,05 %: Foro dele Arti S.r.l.
- 49,95 %: Streubesitz